# La bloc oamenii mor după muzică
La bloc oamenii mor după muzică este un film românesc din 2000 regizat de Cristian Nemescu. Rolurile principale au fost interpretate de actorii Cătălin Cristuțiu, Luli Murgu.

## Distribuție
Distribuția filmului este alcătuită din:
- Bogdan Popescu
- Andrei Kivu
- Kim Stroe
- Cătălin Cristuțiu
- Florin Șerban
- Tudor Voican
- Raluca Șaita
- Luli Murgu